# Catlin Adams
Catlin Adams, nata Nira Barab (Los Angeles, 11 ottobre 1950), è un'attrice e regista statunitense.

## Filmografia parziale

### Attrice

#### Cinema
- Due uomini e una dote (The Fortune), regia di Mike Nichols (1975)
- Lo straccione (The Jerk), regia di Carl Reiner (1979)
- La febbre del successo - Jazz Singer (The Jazz Singer), regia di Richard Fleischer (1980)
- Anche i dentisti vanno in paradiso (Toothless), regia di Melanie Mayron (1997)

#### Televisione
- Kojak (1975-1977)
- Zero in condotta (Square Pegs) (1982-1983)

### Regista
- Una borsa piena di guai (Sticky Fingers) (1988)